# Jófajta hülyeség (Így jártam anyátokkal)
A Jófajta hülyeség az Így jártam anyátokkal című televízió-sorozat hetedik évadának huszonkettedik epizódja. Eredetileg 2012. április 30-án vetítették, míg Magyarországon 2012. november 19-én.
Ebben az epizódban Lily megkéri Barneyt, hogy vigye el lazítani Marshallt, aki teljesen bepánikolt a közelgő szülés miatt. Ted és Robin pedig rendezik kapcsolatukat.

## Cselekmény
Lily és Marshall babaváró bulit tartanak, ahová Robin három órával korábban, Ted pedig három órával később érkezik, azért, hogy elkerüljék a másikat. Ráadásul mindketten babakocsit hoztak ajándékba. Barney azt tanácsolja Tednek, hogy próbálja ki az online randizást. Az összes randiján az aktuális partnere helyére Robin szellemét vizionálja, amelytől szabadulni próbál. A harmadik randin rájön, hogy a lány, Holly, épp túl van egy szakításon és felejteni akar, ezért lefekszik vele. Azt hiszi, ettől megnyugodott, de amikor visszamegy a bárba, megint Robin képmását látja, aki arra bátorítja, béküljön ki az igazival. A bár előtt össze is futnak, azonban Robin azt mondja, még nem jött el az ideje a beszélgetésnek.
Eközben Barney teljesen bekattan amiatt, hogy Quinn közismert sztriptíztáncos, ezért kitalálja, hogy a Góliát Nemzeti Banknál kreál neki egy "erkölcsösebb" állást. Mivel látja, hogy Barney bele akar szólni az életébe, egy kis szünetet kér, hogy gondolkodhasson.
Marshall annyira becsavarodik a szülés miatt, hogy egy dinnyét nevez ki pótgyereknek. Lily ezt látva egy kétnapos programra menne vele – hamarosan kiderül azonban, hogy nem vele megy, hanem Barneyval, méghozzá Atlantic City-be, hogy megnyugodjon kicsit. Bemennek a kaszinóba, ahol Barney vállalja, hogy felveszi a kacsás nyakkendőt, ha kikapcsolják a telefonokat egy órára és megisznak 100 tequilát. Marshall annyira részeg lesz, hogy feliratozni kell, amit mond... és amikor Barney visszakapcsolja a telefonját, 17 hangüzenet fogadja. Mind Lilytől érkezett – megindult a szülés, és most azonnal New York-ba kell indulniuk.

## Kontinuitás
- Barney a randizási tapasztalataival kapcsolatban a 83 százalékos sikerességi rátát hozza fel – ezt a számot rendszeresen használja.
- Visszatér a kacsás nyakkendő.
- "A meztelen igazság" című epizódban már látható volt az a jelenet, amikor Marshall részegen Sörkulest ordít, és a zsetonokat a levegőbe dobálja.
- Mint "A legutolsó cigi" című epizódban látható volt, Marshall ezen a napon szívta el utolsó cigarettáját.
- Ted ismét megemlíti, hogy Pablo Neruda a kedvenc költője.
- A "Spoilerveszély"című epizódban látottak alapján LIly idegesítően hangosan rág.
- Érdekes, hogy Barney annak ellenére vezet autót, hogy korábban történt arra utalás, hogy retteg a vezetéstől.

## Jövőbeli visszautalások
- Amikor Lily és Barney helyet cserélnek, Barney azt a ruhát viseli, amit a "Fergeteges hétvége" című epizódban akkor, amikor Teddel beszél a liftben.

## Érdekességek
- Két utalás is van az 1998-as "Buli az élet" című filmre, melyben Jason Segel, Marshall megformálója játszott. Mindkettő kivágott jelenetekből van: az elsőben Segel egy dinnyével látható, a másodikban egy lány annyira részeg, hogy feliratozni kell, amit mond.

## Vendégszereplők
- Becki Newton – Quinn
- K Callan – Lois nagyi
- Bruce Gray – Yuthers
- Karissa Vacker – Holli
- Todd Sandler – Daryl
- Casey Washington – Larry
- Cristen Irene – Robyn
- Katy Stoll – Lizbeth